# Performing Arts Center
Het Performing Arts Center Ook wel World Trade Center 6 genoemd is een gepland centrum voor podiumkunsten dat deel uit zal maken van het nieuwe World Trade Center in New York. Het centrum zal op de plaats komen te staan waar tot 2001 zich het Six World Trade Center van het oude complex bevond. Dat gebouw werd volledig verwoest door de aanslagen op 11 september 2001.
In 2004 werd Frank Gehry als architect ingehuurd en hij maakte een ontwerp. Zijn ontwerp hield een gebouw bestaande uit balken en kubussen, die op elkaar waren geplaatst, in met boven op die kubussen bomen. Volgens zijn ontwerp zou zich binnenin het gebouw een grote zaal met 1.000 zitplaatsen bevinden en daarnaast zouden zich er een secundaire zaal, oefenruimtes, klaslokalen en een publiek café bevinden. In juni 2004 bood de Lower Manhattan Development Corporation (LMDC) aan vier culturele instituties, het Joyce Theater, het International Freedom Center, het Signature Theatre en het Drawing Center, ruimte aan in het toekomstige centrum. In augustus 2005 maakte het Drawing Center echter bekend aan het zoeken te zijn naar een andere locatie in Lower Manhattan en één maand later gaf ook het International Freedom Center aan niet mee te willen doen, omdat zij vond dat de plaats alleen aandacht zou moeten geven aan de aanslagen. In maart 2007 gaf het Signature Theatre aan dat zij het aanbod tevens niet zou accepteren wegens logistieke redenen. In diezelfde maand werd uiteindelijk bekendgemaakt dat het Joyce Theater, een in Chelsea gesitueerd danstheater, de enige bezetter zal worden van het complex. Naast dansuitvoeringen zal in het complex ook jaarlijks het Tribeca Film Festival worden georganiseerd.
In oktober 2010 wees de LMDC het project $100 miljoen toe, zodat de ontwikkeling verder kon gaan. Vijf jaar eerder, in 2006, kreeg het project ook al een bedrag toegewezen, toen van $55 miljoen. In maart 2013 werd bekendgemaakt dat het ontwerp van Gehry, dat tussen 300  en 700 miljoen dollar zou gaan kosten, om financiële redenen geschrapt was. Hij zou wel hoofdarchitect van het project blijven. In september 2014, tien jaar nadat Gehry werd ingehuurd, werd echter bekendgemaakt dat Gehry niet meer de hoofdarchitect was. Ontwikkelaar John Zucotti gaf aan dat er werd gekeken naar drie nieuwe architectenbureaus. De bouw van het Performing Arts Center kon pas aangevangen worden wanneer het tijdelijke PATH-station, in gebruik van 2013 tot 2016, was vervangen door de World Trade Center Transportation Hub. De bouw van het Performing Arts Center begon in 2017.